# 압하지야 인민의회
압하지야 인민의회(People's Assembly of Abkhazia) 또는 인민의회 – 압하지야 공화국 의회(Abkhaz: Аԥсны Жљлар Реизара – Апарламент, 로마자 표기: Apsny Žwlar Reizara – Aparlament, 조지아어: აფხაზეთის ე.წ რესპუბლიკის სახალხო კრება, 로마자 표기: apkhazetis e.ts' resp'ublik'is sakhalkho k'reba, 러시아어: Народное Собрание – Парламент Республики Абхазия, 로마자 표기: Narodnoye Sobraniye – Parlament Respubliki Abkhaziya)는 압하지야 공화국의 단원제 입법부이다.

## 구성
인민의회는 단의석 선거구에서 5년 임기로 선출되는 35명의 의원으로 구성된다. 2015년 7월 30일, 의회는 의원 수를 45명으로 늘리고 혼합 선거 제도를 도입하는 헌법 개정안을 지지하지 못했다. 이 제안은 19명의 의원에 의해 지지를 받았는데, 이는 필수 2/3의 과반수에 4명이 부족한 수치이다. (대의원 5명이 반대, 4명이 기권했다.)